# ニッポン知らなかった選手権実況中!
『ニッポン知らなかった選手権 実況中!』（ニッポンしらなかったせんしゅけん じっきょうちゅう）は、NHK総合テレビジョン（以下、NHK総合）とNHK BSプレミアムにて2017年から特別番組として不定期で放送された後、2022年7月12日から9月20日までNHK総合の「若年層ターゲットゾーン」枠で放送された情報・バラエティー番組。
2023年1月17日から3月21日まで、同枠にてレギュラー第2期として放送された。2023年４月からはゴールデン枠で特番として放送されている。

## 概要
日本においては、企業や業界団体が主催し、その技術の向上のために取り組むスキルアップ（技能）コンクール・コンテストが数多く存在する。それらをフリーアナウンサーの清野茂樹が実況し、知られざるスキルアップ能力を披露する。なお、清野は実況を行うにあたり、自ら原稿の作成段階にも携わっている。

## 放送リスト

### パイロット版
| 回 | 放送日         | 放送時間                         | 大会名                                               |
| -- | -------------- | -------------------------------- | ---------------------------------------------------- |
| 1  | 2017年5月20日  | 総合 土曜 23:25 - 23:54          | 「鳶-1グランプリ」「ヘアカラーライブコンテスト2017」 |
| 2  | 2017年8月17日  | 総合 木曜 22:50 - 23:15          | 「回転寿司MVP選手権」                                |
| 3  | 2017年8月18日  | 総合 金曜 22:50 - 23:15          | 「レスキュー隊技術大会 千葉県大会」                  |
| 4  | 2019年7月20日  | BSプレミアム 土曜 22:30 - 23:29  | 「レスキュー隊・水難救助&新幹線清掃」                |
| 5  | 2020年5月22日  | BSプレミアム 金曜 22:00 - 22:59  | 「牛丼肉盛り実技チャンピオン大会」                   |
| 6  | 2021年11月7日  | BSプレミアム 日曜 13:30 - 14:29  | 「第2回冠動脈吻合（ふんごう）技術競技会」            |
| 7  | 2021年12月24日 | BSプレミアム 金曜 22:00 - 23:00  | 「第8回除雪車チャンピオンシップ」                    |
| 8  | 2022年2月20日  | BSプレミアム 日曜 14:30 - 15:29  | 「第40回ワンちゃんトリミング競技大会」               |
| 9  | 2022年3月2日   | BSプレミアム 水曜 21:53 - 22:52  | 「第48回全国左官技能選手権大会」                     |
| 10 | 2022年5月25日  | BSプレミアム 水曜 21:53 - 22:52  | 「警備技術・品質向上競技大会」                       |
| 11 | 2022年6月1日   | BSプレミアム 水曜 21:53 - 22:52  | 「ウィッグスタイリング 全国技術競技大会」            |
| 12 | 2022年7月8日   | BSプレミアム 金曜 23:30 - 翌0:29 | 「第3回 脱毛コンテスト」                             |

### レギュラー版（総合）
| 2022年 | 2022年   | 2022年             | 2022年                                           |
| 回     | 放送日   | 放送時間           | 大会名                                           |
| ------ | -------- | ------------------ | ------------------------------------------------ |
| 1      | 7月12日  | 火曜 23:00 - 23:29 | 「第4回日本伐木チャンピオンシップ」              |
| 2      | 7月19日  | 火曜 23:00 - 23:29 | 「第19回包帯王選手権」                           |
| 3      | 7月26日  | 火曜 23:00 - 23:29 | 「第7回 回転寿司MVP選手権」                      |
| 4      | 8月2日   | 火曜 23:00 - 23:29 | 「第16回ホテルレストランサービスコンクール2022」 |
| 5      | 8月23日  | 火曜 23:00 - 23:29 | 「第2回冠動脈吻合技術競技会」                    |
| 6      | 8月30日  | 火曜 23:00 - 23:29 | 「第2回キーボード選手権 生字幕入力コンテスト」   |
| 7      | 9月6日   | 火曜 23:00 - 23:29 | 「全日本打掛け花嫁着付けコンテスト」             |
| 8      | 9月13日  | 火曜 23:00 - 23:29 | 「第一回 全日本ふぐ調理技術大会」                |
| 9      | 9月20日  | 火曜 23:00 - 23:29 | 「第45回物置き組み立て競技会」                   |
| 2023年 |          |                    |                                                  |
| 10     | 1月17日  | 火曜 23:00 - 23:29 | 「第70回 電話応対コンクール東京大会」            |
| 11     | 1月24日  | 火曜 23:00 - 23:29 | 「第19回 千里メディカルラリー」                  |
| 12     | 1月31日  | 火曜 23:00 - 23:29 | 「第12回 梱包コンテスト」                        |
| 13     | 2月07日  | 火曜 23:00 - 23:29 | 「第6回 DTPオペレーター技能競技会」              |
| 14     | 2月14日  | 火曜 23:00 - 23:29 | 「第12回 オールジャパンケアコンテスト」          |
| 15     | 2月21日  | 火曜 23:00 - 23:29 | 「第17回 全国学校給食甲子園」                    |
| 16     | 2月28日  | 火曜 23:00 - 23:29 | 「第1回 神の手チャレンジ」                       |
| 17     | 3月07日  | 火曜 23:00 - 23:29 | 「第6回営業スキル競技会S-1グランプリ」           |
| 18     | 3月14日  | 火曜 23:00 - 23:29 | 「第48回 全国左官技能競技大会」                  |
| 19     | 3月21日  | 火曜 23:00 - 23:29 | 「第2回 航空機P–1グランプリ」                    |
| 20     | 7月17日  | 月曜 21:30 - 22:00 | 「ウォーキング技術競技会 THE WALK JAPAN2023」    |
| 21     | 11月23日 | 金曜 18:05- 18:34  | 「ロープレスキュー競技会 GRIMP JAPAN 2023」      |
| 2024年 |          |                    |                                                  |
| 22     | 2月12日  | 月曜 18:05- 18:34  | 「第７回 交通信号工事甲子園」                    |
| 23     | 2月23日  | 金曜 18:05- 18:34  | 「マイクケーブル8の字巻きグランプリ2023」        |

## スタッフ
- 語り - 林原めぐみ（レギュラー放送第2回）[19]
- ナレーション - 清野茂樹
- 構成 - 若尾守重
- ディレクター - 佐藤成幸[20]、合津貴雄、坂本瑞穂、原野希、濱地咲季、塚田一道、内藤舜、長田誠、西拓真、三瀬　伊藤慶彦、中森哲也、濱修一
- プロデューサー -  尾関憲一[20]
- 制作 - NHKエデュケーショナル、東京ビデオセンター[21]
- 制作・著作 - NHK

### 過去のスタッフ
- 語り - 石橋亜紗（NHKアナウンサー）（パイロット版4）[9]、梶裕貴・室井滋（パイロット版5・12）[10][22]、森花子（NHKアナウンサー）（パイロット版6）[11]、柘植恵水（NHKアナウンサー）（パイロット版7）[12]、本田望結（パイロット版8）[13]、神谷浩史（パイロット版9）[14]、小山力也（パイロット版10）[15]、桂宮治（パイロット版11）[16]